# Charles Proteus Steinmetz
Charles Proteus Steinmetz, Carl August Rudolph Steinmetz, född 9 april 1865, död 26 oktober 1923, var en tysk-amerikansk elektroingenjör, framförallt känd för sina arbeten kring hysteres och användandet av komplexa tal vid växelströmsberäkningar.
Han började studera vid universitet i Breslau 1883 och höll på med sin doktorsavhandling när den tyska polisen intresserade sig för honom 1888 eftersom han var aktiv i universitetets socialistiska grupp och hade skrivit för en lokal socialistisk tidning, något som förbjudits av Otto von Bismarck. Han flydde till Zürich för att undvika en eventuell arrestering och emigrerade sedan till USA 1889.